# Список растений Средиземья
Здесь приведён список всех вымышленных растений, которые были упомянуты в произведениях Дж. Р. Р. Толкина о Средиземье. В раздел «Виды» включены только те растения, которые отличаются от растений реального мира.
На квенья, эльфийском языке, разработанном Толкином, общее слово, обозначающее растения (в отличие от животных) звучит как «олвар» (кв. olvar).
Средиземье обладает собственной флорой, во многом сходной с флорой реального мира, но имеет ряд особых представителей растительного царства, специфичных исключительно для данного вымышленного мира, в том числе некоторые эндемики. Флора и экология мира становились объектом исследования ряда учёных, отмечавших связь творчества Толкина с философией энвайронментализма — социально-экологического движения, зародившегося в Европе, а также старавшихся найти причины, побудившие Толкина внести то или иное растение в своё произведение, а также их значение для мира в целом.

## Виды

### Альфирин
А́льфирин (синд. Alfirin) — цветок, упоминающийся в легендариуме Дж. Р. Р. Толкина. Название «альфирин», в переводе с синдарина обозначающее «бессмертный», использовалось Толкином дважды. Во «Властелине Колец» Леголас пел о «золотых колокольчиках… маллоса и альфирина», которые росли в гондорской провинции Лебеннин. В истории же Кириона и Эорла утверждается, что «белые цветы альфирина» цвели на кургане Элендила на Амон Анвар. Кристофер Толкин предположил, что во втором случае цветок следует отождествлять с симбельминэ, также белому и вечно-цветущему, и что в песне Леголаса речь идет о другом растении.

### Атэлас
А́тэлас (синд. Athelas, в других переводах — Ацелас, Ацэлас, Ателас, Целема) — целебное растение, произрастающее в вымышленном Толкином мире Арды на территории Средиземья. Также известно под наименованиями «королевский лист» (англ. Kingsfoil, от старофранцузского foil — лист) и «asëa aranion» (лист королей, от кв. asëa — «лист (растение)», кв. lassë — «лист», кв. aran — «король»). Растение это впервые было завезено в Средиземье нуменорцами, однако к концу Третьей Эпохи знание о его целебных свойствах было утрачено всеми, кроме Следопытов Севера. Согласно гондорскому фольклору, целебная сила растения особенно велика в руках настоящего короля — возможно, это проявление эльфийского наследия королевского дома Элендила.
Атэлас использовался Арагорном для помощи Фродо после ранения зачарованным моргульским оружием Короля-Чародея и исцеления ран членов Братства после Мории, а также после битвы на Пеленнорских полях для излечения тронутых Чёрным дыханием назгулов; эти деяния прибавили уважения к Арагорну и подкрепили его притязания на корону, поскольку, как уже говорилось, согласно гондорским пророчествам, только в руках истинного короля атэлас приобретал свои особые чудодейственные качества.
Атэлас также использовался Хуаном и Лютиэн для исцеления раненого Берена (эта история излагается в «Песнь Лейтиан»). Такое упоминание атэлас противоречит сведениям из «Властелина Колец», согласно которым растение было принесено в Средиземье нуменорцами. Следовательно, либо мнение Толкина об истории атэлас со временем переменилось, либо атэлас рос в Белерианде во времена, предшествующие уничтожению этой части континента — и был, таким образом, уничтожен вместе с нею — а позже, во Вторую Эпоху, был заново принесён в Средиземье нуменорцами.
Растение под названием «королевский лист» (англ. kingsfoil) упоминается также в «Волшебнике Земноморья» (фэнтэзи-романе Урсулы ле Гуин) в качестве одной из трав, висящих (сушащихся) в хижине ведьмы, а также в игре Quest for Glory.

### Аэглос
А́эглос (синд. Aeglos) — в легендариуме Толкина, растение известное как «снежный шип». Аэглос по описанию похож на утёсник обыкновенный — колючий вечнозелёный кустарник, растущий на пустошах и песчаниках. Но цветы утёсника жёлтые, а у аэглоса — белые. Кроме того, аэглос имел длинные стебли. Цветы аэглоса источали приятный аромат.
В Первую Эпоху аэглос произрастал на нижних склонах горы Амон Руд в Белерианде. Другие места, где рос аэглос, неизвестны.
В переводе с синдарина аeglos означает «сосулька» (дословно — «снежное остриё»). Элемент aeg означает «точка» (от ayak, означающего «остроконечный»). Элемент los означает «снег».
Копьё Гил-Галада было, по всей вероятности, названо именно в честь растения аэглос..

### Вардарианна
Вардариа́нна (кв. Vardarianna) — вечнозелёное и благоуханное дерево, росшее в провинции Нисимальдар Нуменора, куда оно было привезено с Тол Эрессеа эльфами. Название растения происходит от имени Варды, королевы Валар, и квенийского слова «рианна» — «коронный дар».

### Йаваннамирэ
Йаваннами́рэ (кв. Yavannamírë) — вечнозелёное благоуханное дерево с шарообразными алыми плодами, росшее в провинции Нисимальдар Нуменора, куда оно было привезено с Тол Эрессеа эльфами. Название переводится с квенья как «самоцвет Йаванны».

### Кулумальда
Кулума́льда (кв. Culumalda) — дерево, росшее на Кормалленском поле в Северном Итилиэне, провинции Гондора. Название переводится с квенья как «красно-золотое дерево», имея в виду цвет его листьев . Кулумальда не упоминается самим Дж. Р. Р. Толкином в его произведениях, дерево упоминается только Кристофером Толкином в Приложении к «Сильмариллиону».
Дэвид Дэй (англ. David Day) в его «Бестиарии Толкина» (англ. A Tolkien Bestiary) предположил, что эльфам кулумальда напоминала Лаурелин и что само дерево было тонким и высоким.

### Лаваральда
Лавара́льда (кв. Lavaralda) — дерево с длинными зелёными листьями, золотистыми с внутренней стороны. Дерево было покрыто тускло-белыми цветами, подёрнутыми жёлтым, которые «лежали на ветвях, похожие на освещённый солнцем снег». Дерево было привезено в Нуменор эльфами-эльдар с Тол Эрессеа. Моряки говорили, что запах мог «чувствоваться задолго до того, как Эрессеа становился виден, и что он приносил желание отдыха и великое умиротворение». Впрочем, в «Описании Нуменора», входящем в «Неоконченные сказания», среди деревьев, привезённых Эльдар с Тол Эрессеа, это дерево не упоминается.

### Лайрелоссэ
Лайрело́ссэ (кв. Lairelossë) — вечнозелёное благоухающее дерево, росшее в провинции Нуменора Нисимальдар, куда его привезли эльфы с Тол Эрессеа. Название переводится с квенья как «летние белые цветы».

### Лауринквэ
Лаури́нквэ (кв. Laurinquë) — дерево с «длинными, свисающими с ветвей гроздьями жёлтых цветов», росшее в регионе Хьярростар Нуменора, куда оно было привезено с Тол Эрессеа эльфами. Название происходит от квенийского «лаурэ» — «золотой».

### Лебетрон
Лебе́трон (синд. Lebethron) — вид дерева, росшего в Гондоре. Ларец, в котором хранилась Корона Гондора в период между смертью Эарнура и восшествием на престол Элессара, был сделан из лебетрона, так же как и посохи, подаренные Фарамиром Фродо и Сэму в Итилиэне.

### Лиссуин
Ли́ссуин (синд. Lissuin) — сладко пахнущий цветок с Тол Эрессеа, «чей аромат приносил лёгкость сердцу». Некоторые из этих цветов были привезены эльфами в Нуменор для украшения свадебного пира Алдариона и Эрендис. Первая часть названия цветка, очевидно, происходит от квенийского «лис» — «мёд», имея в виду его запах.

### Ма́ллос
Название этого цветка появляется в произведениях Толкина лишь однажды. Во «Властелине Колец» Леголас поёт о нём:

И золотые колокольчики падают с маллоса и альфирина

В зелёных полях Лебеннина.— Толкин Дж. Р. Р. Властелин Колец: Возвращение короля. — Том 3, книга V, глава 9.
«Маллос» переводится с синдарина как «золотой снег».

### Маллорн
Ма́ллорн (синд. Mallorn) — большое эльфийское дерево, росшее на Тол Эрессеа, в Нуменоре и Лотлориэне. Маллорн, мн.ч. ме́ллюрн (синд. mellyrn) — название этого растения на синдарине, на квенья же оно называется малино́рнэ (кв. malinornë). Оба слова обозначают «золотое дерево», подразумевая цвет листьев осенью и зимой. Наиболее подробно дерево описано в «Неоконченных сказаниях»:

Его кора была серебристой и гладкой, а ветви — немного направленными вверх, наподобие бука; всегда оно росло одним стволом. Его листья, похожие на буковые, но больше, были бледно-зелёными сверху, а снизу — серебристыми, сияющими на солнце. Осенью листья не опадали, но становились светло-золотистыми. Весной на дереве распускались золотые цветы в гроздьях, как вишня, которые цвели до самого лета, и как только цветы распускались, листья опадали, и с весны до конца лета роща малинорни стояла на ковре и под крышей из золота, но столпы её были серебристо-серыми. Плодом его был орех с серебристой скорлупой.— «Незаконченные сказания»: «Описание Нуменора»
В соответствии с тем же текстом меллюрн изначально росли на острове Тол Эрессеа (и, скорее всего, также и в Валиноре), где описывались чрезвычайно высокими. В начале Второй Эпохи семена были привезены эльфами в Нуменор, там эти деревья росли только в западной провинции Нисимальдар, «достигая через пятьсот лет почти такой же высоты, как и на самом Эрессеа». Позднее король Тар-Алдарион подарил несколько семян Гил-Галаду, владыке Линдона, самого западного государства Средиземья, но в его королевстве дерево не прижилось, и Гил-Галад отдал семена Галадриэль. «Под её властью» меллюрн пышно разрослись в стране Лотлориэн, но «они не достигали высоты и обхвата рощ Нуменора»
Толкин замечал, что первоначальное название Лотлориэна, Лоринанд (англ. Lórinand), или «Золотая долина», было выбрано Галадриэль именно из-за деревьев маллорна; «Властелин Колец» добавляет, что деревья стали самым известным достоянием Лориэна среди прочих земель Средиземья, и страну эту часто называли «Золотым Лесом». Эльфы Лотлориэна через некоторое время начали строить свои дома высоко на этих деревьях, строя вокруг ствола флет (на синдарине талан) — открытую площадку, поддерживаемую мощными ветвями дерева. Их столица Карас Галадон была полностью построена на меллюрн. Также их традицией стало оборачивать лембас в листья маллорна.
Единственным маллорном в Средиземье за пределами Лотлориэна было Праздничное дерево Шира, которое заменило предыдущее, уничтоженное в ходе оккупации Шира Саруманом. Оно выросло из семечка, подаренного Галадриэль Сэмуайзу Гэмджи. Толкин, похоже, подразумевал, что ему удалось вырасти только благодаря «волшебной» земле Галадриэль, которую Сэм добавил, сажая семечко в грунт.
В черновиках истории о Туоре и падении Гондолина Толкин предложил идею, что мнллюрн росли и в Гондолине в Первую Эпоху, однако Кристофер Толкин заметил, что более поздние труды «не предполагают, хотя и не отрицают, что меллюрн процветали в Гондолине в Древние Дни».

### Нэссамельда
Нэссаме́льда (кв. Nessamelda) — вечнозелёное и благоуханное дерево, росшее в провинции Нуменора Нисимальдар, куда оно было привезено эльфами с Тол Эрессеа. Название в переводе с квенья означает «возлюбленное Нэссой».

### Нифредил
Ни́фредил (синд. Niphredil) — тускло-белый зимний цветок, название которого на синдарине обозначает «капля снега». Впервые этот цветок расцвёл в лесу Нелдорет в Дориате во время рождения Лютиэн. Вместе с эланором также рос в Лотлориэне, на кургане Керин Амрот.

### Ойолайрэ
Ойола́йрэ (кв. Oiolairë) — дерево, росшее в Нуменоре, куда оно было привезено эльфами с Тол Эрессеа. Имело «вечнозелёные, блестящие и благоуханные» листья и особенно пышно разрасталось на берегах моря; считалось, что его ветви не вянут, «пока их омывает [морская] пена», что и дало дереву его название («вечное лето» на квенья). Эльфы Эрессеа помещали ветвь ойолайрэ на свои корабли «в знак дружбы с Оссэ и Уинен», эту традицию они передали и нуменорцам. Когда их корабль отправлялся в длительное плавание в Средиземье, женщина из рода капитана «помещала на нос судна Зелёную Ветвь Возвращения», срубленную с дерева ойолайрэ.
Эта ветвь формирует важную часть сюжета истории Алдариона и Эрендис. Согласно рассказу, король Тар-Менельдур однажды отказался благословить плавание своего сына Алдариона в Средиземье и запретил своей семье помещать ветвь ойолайрэ на корабль; Эрендис же завоевала любовь Алдариона, сделав это вместо них. Она делала это и ещё несколько раз, хотя её любовь к Алдариону постепенно угасала. После того, как во время одного из плаваний ветвь покрылась льдом, Эрендис совершенно перестала одобрять плавания Алдариона. Другая женщина благословляла его корабли в течение некоторого времени, пока Алдарион полностью не оставил традицию и не стал помещать на нос корабля изображение орла, подаренное ему Кирданом. К этому времени он окончательно порвал с Эрендис.

### Серегон
Се́регон (синд. Seregon) — растение с тёмно-красными цветами, росшее на вершине холма Амон Руд в Белерианде, в результате чего холм выглядел как бы залитым кровью. Название переводится с синдарина как «кровь камня». Кристофер Толкин также указывал, что серегон был похож на реальное растение — очиток.

### Симбельминэ
Симбельми́нэ (др.-англ. Simbelmynë, вариант перевода — симбельмейн) — упоминающийся во «Властелине Колец» белый цветок, росший в Рохане, в основном на погребальных курганах королей, а наиболее густо — на кургане Хельма Молоторукого. Название, также переводимое со староанглийского как «вечноцвет» (англ. Evermind), является намёком на цветение этого растения в течение всего года.
В своих более поздних трудах Толкин описывал цветы, выглядящие так же, как и симбельминэ. В истории, посвященной Туору и падению Гондолина, описывается белый цветок уйлос в форме звезды, «вечноцвет, не знающий времён года и не засыхающий никогда», росший перед Серебряными воротами Гондолина в Первую Эпоху. В истории о Кирионе и Эорле белый альфирин цвёл на погребальном кургане Элендила на Амон Анвар в Гондоре. Названия этих цветов также напоминают «вечноцвет»: «уйлос» обозначает «вечные снега» на синдарине, а «альфирин» — «бессмертный». Кристофер Толкин прямо отождествлял эти два цветка с симбельминэ.

### Таниквелассэ
Таниквела́ссэ (кв. Taniquelassë) — вечнозелёное и благоуханное дерево, росшее в провинции Нисимальдар Нуменора, куда оно было привезено с Тол Эрессеа эльфами. Название на квенья обозначает «лист Таникветиля».

### Трубочное зелье
Тру́бочное зе́лье (англ. Pipe-weed) — растение со сладкопахнущими цветами, было, очевидно, привезено в Средиземье нуменорцами во Вторую Эпоху, как предполагает Мерри в Прологе к «Властелину Колец» и как предполагает название этого растения в Гондоре: трава людей Запада (англ. Westmansweed). Среди дунэдайн оно было известно как «сладкий галенас» или «душистый галенас»   за свой аромат. Через привычку хоббитов к курению, зелье стало широко известным, привычка распространилась на гномов и Следопытов Севера, а растение стало известным как «лист полуросликов».
Трубочное зелье первым из хоббитов вырастил Тобольд Дудкинс (англ. Tobold Hornblower) в Долгой Долине (англ. Longbottom), местности в Южной Чети Шира. Несмотря на его заморское происхождение, хоббиты (возможно, обитатели Пригорья), были первыми, кто использовал зелье для курения (как замечает Мерри, даже маги не додумались до этого). Популярные сорта, выращивавшиеся хоббитами, включали «Лист Долгой Долины», «Старину Тоби» и «Южную Звезду»; культивация зелья стала устоявшейся отраслью сельского хозяйства в Южной Чети.
Маг Гэндальф выучился курить трубочное зелье у хоббитов. Одно ценное описание эффектов зелья дается Гэндальфом другому магу, Саруману, на совещании Белого Совета:

Можно заключить, что выдыхаемый дым прочищает голову от теней, скопившихся внутри. В любом случае, он дает терпение и возможность слушать ошибочные мнения и не впадать при этом в гнев.— Tolkien, J. R. R. (1980), Christopher Tolkien, ed., Unfinished Tales, Boston: Houghton Mifflin, "The Hunt for the Ring", p. 351, ISBN 0-395-29917-9
Хотя изначально Саруман высмеивал Гэндальфа за привычку к курению, в какой-то момент времени он сам пристрастился к нему. После разрушения Изенгарда трубочное зелье было найдено среди его запасов еды, но обнаружившие его Мерри и Пиппин не смогли в тот момент оценить зловещих аспектов обнаружения факта торговых отношений Сарумана с Широм.
Термин «трубочное зелье» впервые появляется в Прологе к «Властелину Колец» в разделе, озаглавленном «О трубочном зелье» (англ. Сoncerning Pipe-weed). Толкин говорит, что хоббиты древности «впитывали или вдыхали через трубки, сделанные из глины или дерева, дым горящих листьев растения, которое они называли трубочным зельем или листом, возможно из рода табака». В том же абзаце Толкин-рассказчик упоминает о «табаке Южной Чети». Во всем же остальном «Властелине Колец» слово «табак» не употребляется ни одним из персонажей. Это слово используется только рассказчиком повествования. К примеру, в «Двух крепостях» слово «табак» употребляется лишь однажды — в главе «На руинах» Толкин-рассказчик говорит: «Он вынул маленький кожаный мешочек, полный табака». Затем Мерри говорит: «Мы обнаружили, что они были наполнены наилучшим трубочным зельем, и совершенно сухим». В «Двух крепостях» словосочетание «трубочное зелье» используется четыре раза.
Писатель Т. А. Шиппи считает, что Толкину могло приглянуться старосветское звучание слов «трубочное зелье», поскольку «табак», аравакское слово, обозначающее растение из Нового Света, было бы анахронизмом и приобрело бы «заморский оттенок» в мире эльфов и троллей. Однако в «Хоббите», написанном до «Властелина Колец», употребляется только слово «табак», а «трубочное зелье» не встречается вообще.

### Уйлос
См. Симбельминэ.

### Эланор
Э́ланор (синд. Elanor) — небольшой жёлтый цветок в форме звезды, название которого обозначает на синдарине «солнечная звезда». В больших количествах рос на кургане Керин Амрот в Лотлориэне вместе с нифредилом, а также на Тол Эрессеа. По предложению Фродо Бэггинса Сэмуайз Гэмджи назвал свою дочь, Эланор Прекрасную, в честь этого цветка.

## Уникальные растения

### Белые Деревья
Линия уникальных деревьев, внешне тождественных Телпериону, но не дававших света. Первым из белых деревьев был Галатилион из Тириона, от которого произошли Келеборн Тол Эрессеа, Нимлот Нуменора и белые деревья Гондора.
Галати́лион (синд. Galathilion)
Белое дерево, созданное Йаванной для эльфов Тириона по образу Телпериона Многоименного, Древнейшего из Древ, одного из Двух Древ Валинора (различие было лишь в том, что Галатилион не светился).
Ке́леборн (синд. Celeborn)
Белое дерево, росшее на острове Тол Эрессеа. Название происходит от синдаринских слов «келеб» («серебро») и «орн» («дерево»).
Ни́млот (англ. Nimloth)
Также именовалось «Нимлот Прекрасный» — белое дерево, росшее на Королевском Дворе Нуменора, в Арменелосе; название на синдарине обозначает «белые цветы». Выросло из плода Келеборна Тол Эрессеа, было привезено в Нуменор эльфами с этого острова. Считалось, что с судьбой Нимлота напрямую связана судьба королевского дома Нуменора. Было срублено по указанию Саурона и сожжено на жертвеннике Мелькора (непосредственно после введения его культа в Нуменоре и объявления этого культа государственной религией) в Арменелосе в конце Второй Эпохи, незадолго до падения Нуменора. Исилдур с риском для жизни спас саженец Нимлота, который впоследствии стал Белым Древом Гондора.
Бе́лое Дре́во Го́ндора (англ. White Tree of Gondor)
Символ государства Гондор, росло в Фонтанном Дворе Минас Тирита. Белое Древо также присутствовало на флаге Гондора и всей его геральдической символике, наряду с Семью Звездами Дома Элендила и королевской короной. Всего существовало четыре Белых Древа Гондора:
- Первое Древо было привезено Исилдуром из Нуменора и посажено в Минас Итиле перед его домом. Однако по возвращении Саурона в Средиземье он организовал внезапное нападение на Гондор, в ходе которого Минас Итиль был захвачен, а Белое Древо — уничтожено[51].
- Второе Древо было посажено Исилдуром, счастливо спасшимся из Минас Итиля вместе с саженцем Белого Древа, в Минас Аноре, во дворе цитадели, в память о его убитом брате Анарионе. Дерево погибло в 1636 году Третьей Эпохи (Т.Э.) во время Великой Чумы[51].
- Третье Древо было посажено в 1640 году Т.Э. королём Тарондором и просуществовало до 2872 года (до смерти Правителя-Наместника Белектора II). В то время не удалось найти более ни плодов, ни саженцев Белого Древа, ибо оно крайне редко цвело после прихода королевской династии в упадок, соответственно, не было и плодов. Его засохший ствол оставили стоять «пока король не вернется»[51].
- Четвёртое Древо было изначально найдено в виде саженца Арагорном (по указанию Гэндальфа) на склоне Миндоллуина высоко над городом и с великой аккуратностью было посажено в Фонтанном Дворе. Предыдущее мёртвое Древо было убрано со двора и с почестями, обычно оказываемыми только умершим монархам, возложено в Гробницах королей на улице Рат Динен. В июне 3019 года Т.Э. новое Древо уже было полностью покрыто цветами[26].

### Праздничное Дерево
Пра́здничное Де́рево (англ. Party Tree) — дерево, росшее недалеко от Бэг Энда в Шире. Во время примечательного праздника, организованного Бильбо Бэггинсом в 1401 году по летосчислению Шира (Л.Ш.) вокруг этого дерева был воздвигнут большой навес, под которым разместилась основная масса приглашённых гостей. Это Праздничное Дерево было срублено в 1419 году Л.Ш. по приказу Лотто Саквиль-Бэггинса, однако в следующем году Сэмуайз Гэмджи посадил на этом месте семечко маллорна, подаренное ему Галадриэль, и на этом месте впоследствии выросло новое дерево — единственный в Средиземье маллорн, растущий за пределами Лотлориэна.

### Старая Ива
Ста́рая Ива (англ. Old Man Willow, варианты перевода — Старый Вяз, Старый Лох, Старик Ива) — разумное дерево, росшее в Старом Лесу к востоку от Шира. Возможно, являлся хуорном. Когда отряд Фродо Бэггинса проходил мимо него, Старая Ива навела на хоббитов сон и захватила в ловушку. Хоббиты были спасены Томом Бомбадилом. Согласно последующим рассказам Тома, корневая система Старой Ива позволяла ей контролировать весь Старый лес от частокола на границе с Баклендом до берегов реки Ветлянки, огибавшей Лес с юго-востока и впадавшей южнее Шира в Брендивин.

### Хирилорн
Хи́рилорн (синд. Hírilorn) — наибольшее из деревьев букового леса Нелдорет, расположенного в северной части Дориата. Хирилорн находился недалеко от ворот Менегрота, столицы королевства. У Хирилорна было три ствола, одинаковых в обхвате, гладких и очень высоких; до очень большой высоты от земли на них не было ветвей.
На вершине Хирилорна по воле Тингола была заключена эльфийская принцесса Лютиэн, с целью не допустить её бегства из Дориата после того, как она решила пуститься на поиски своего возлюбленного Берена. Деревянный дом, из которого она не могла сбежать, был выстроен высоко между стволов Хирилорна, туда и поселили Лютиэн. Однако ей всё равно удалось ускользнуть с помощью своего колдовского искусства, посредством которого она погрузила охранников в сон.
На синдарине «Хирилорн» означает «Дерево владычицы». Толкин также предположил, что синдаринское слово «нелдор» («бук») было изначально названием Хирилорна, происходя от слов «нелд» («три») и «орн» («дерево»).